# ジェイソン・バッティ
ジェイソン・バッティ（Jason Batty, 1971年3月23日 - ）は、ニュージーランド出身の元同国代表サッカー選手、指導者。

## 来歴
ユース時代にはノリッジ・シティに所属。2000年にはフットボール・キングズからグリムズビー・タウンに移籍したが、正GKでウェールズ代表のダニー・コインや控えのスティーヴ・クラウドソンの壁を破れず出場機会は無かった。その後移籍したスカンソープ・ユナイテッドでも出場機会に恵まれず数ヶ月で退団。2003年に現役引退し、ダートマス大学などアメリカのクラブを指導し、現在はサンノゼ・アースクエイクスでGKコーチを務めている。
ニュージーランド代表では、1995年2月21日のシンガポール戦でデビュー。その後は着々と正GKとしての地位を固めていった。2003年の引退までに55試合に出場した。

## タイトル
- ニュージーランド年間最優秀選手賞 1997